# Carl Hagenbeck

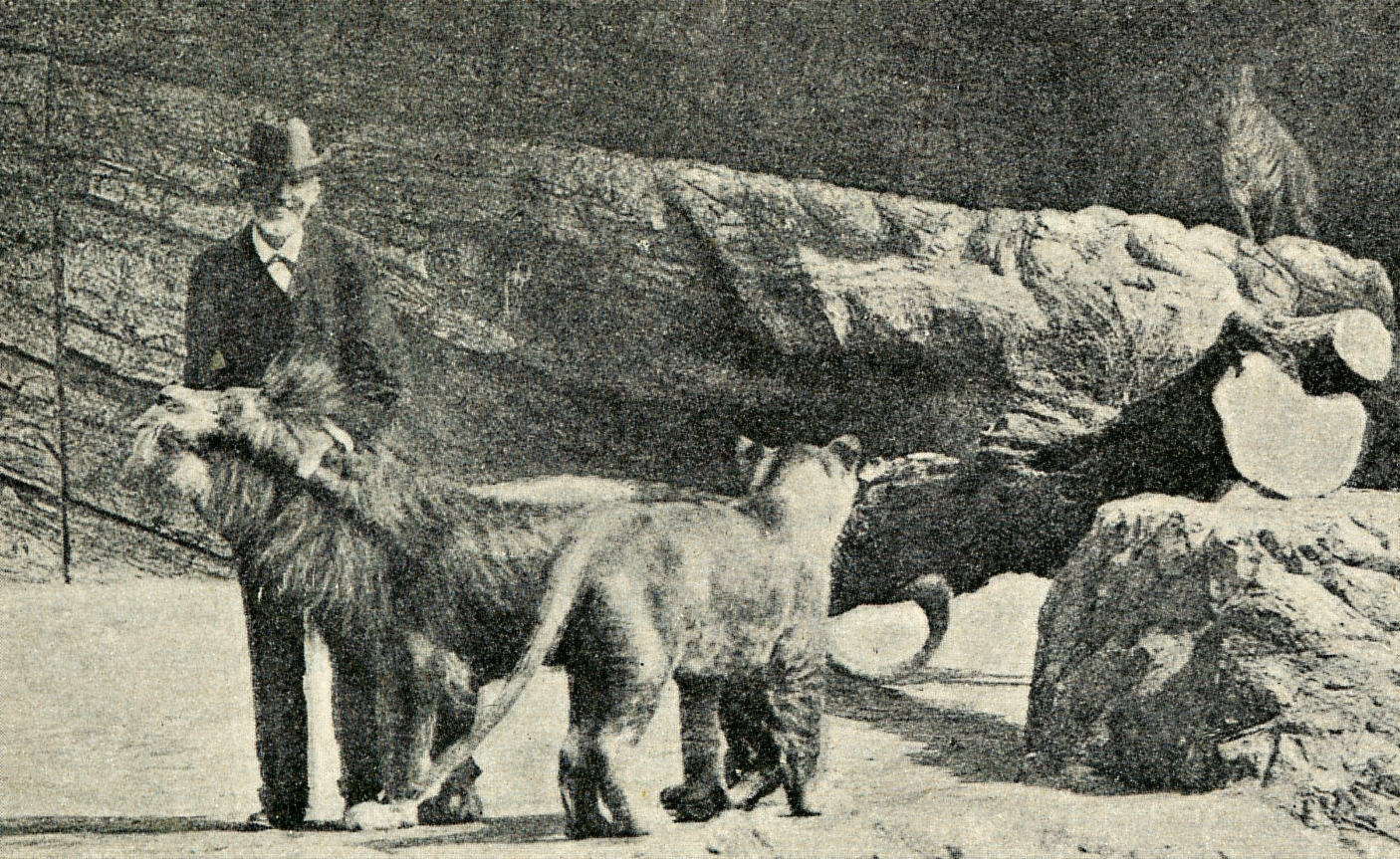
Carl Hagenbeck

Carl Hagenbeck, född 10 juni 1844 i Hamburg, död 14 april 1913 i Hamburg, var en tysk djurhandlare och djurtämjare, och så småningom grundare av Hagenbecks djurpark i Hamburg. Han var son till Gottfried Claes Carl Hagenbeck, en fiskhandlare som även köpte och sålde exotiska djur när han fick chansen. Redan som tonåring tog Carl över ansvaret för den delen av faderns verksamhet, och han kom att bli en av världens främsta djurhandlare. Han köpte upp tusentals djur i kolonierna, och sålde dem till cirkusar och zoologiska trädgårdar i både Europa och USA. 
Flera i familjen Hagenbeck arbetade med att dressera och sälja vilda djur. Carls systrar handlade med exotiska fåglar, en bror och en svåger var djurtämjare. Hans lillebror Dietrich dog på Zanzibar 1873, på jakt efter en flodhästunge till firman. Carl Hagenbeck har skrivit flera böcker där han bl a beskriver olika djurarters stora intelligens. Han skapade Hagenbecks djurpark i Hamburg-Stellingen, som öppnade 1907 och kom att stå som modell för framtidens djurparker. Den gjorde menagerier och zoologiska trädgårdar omoderna genom att erbjuda en mer iscensatt, "naturlig" miljö för djuren.
Hagenbeck utvecklade också, från mitten på 1870-talet, så kallade människoutställningar (i Tyskland under namnet Völkerschau, folkuppvisning) där människor från, för den tiden, 'exotiska' kulturer visades upp på samma sätt som djuren. Bland annat förevisades afrikaner men även samer och grönländska eskimåer. I början på 1890-talet turnerade han också ett slags vilda-västern-show i Tyskland.
Hagenbeck gifte sig 1879 med Amanda (född Mehrman). De fick tio barn tillsammans, varav fem nådde vuxen ålder. De två sönerna, Heinrich och Lorenz Hagenbeck, drev tillsammans verksamheten vidare efter Carl Hagenbecks död 1913. Den omfattade då både djurhandel, djurpark och cirkus. Första världskriget blev dock en svår prövning för dem, och det var nära att djurparken omvandlades till filmstad för bolaget Decla 1919.